# ألار كاريس
ألار كاريس Alar Karis (26 مارس 1958) هو أكاديمي وعالم أحياء وسياسي إستوني، وهو الرئيس المنتخب لإستونيا. كان كاريس رئيسًا للمتحف الوطني الإستوني [الإنجليزية] منذ عام 2018. شغل كاريس سابقا منصب عميد جامعة تارتو في الفترة من 2007 حتى 2012، كما كان المراجع العام للحسابات في إستونيا في الفترة من 2013 حتى 2018.
في أغسطس 2021، اتصل به رئيس البرلمان يوري راتاس لمناقشة احتمال ترشيحه لمنصب رئيس إستونيا في انتخابات الخريف التالية.وقد قبل الترشيح وجرت الموافقة على ترشيحه في وقت لاحق من قِبل كلا الحزبين الائتلافيين، حزب الإصلاح وحزب الوسط. وفي 31 أغسطس 2021، انتخب البرلمان كاريس رئيسا لإستونيا بأغلبية 72 صوتا. وسيتولى هذا المنصب في 11 أكتوبر 2021.

## الحياة الشخصية
وُلد كاريس في تارتو في 26 مارس 1958. ووالده هاري كاريس (مواليد 1930)، هو عالم نبات. تخرج كاريس من الجامعة الإستونية لعلوم الحياة [الإنجليزية] وأصبح أستاذا في الجامعة في عام 1999.